# Serixia palliata
Serixia palliata är en skalbaggsart som först beskrevs av Francis Polkinghorne Pascoe 1867.  Serixia palliata ingår i släktet Serixia och familjen långhorningar. Inga underarter finns listade i Catalogue of Life.